# Distretto di Xi'an (Liaoyuan)
Il distretto di Xi'an (西安区S, Xī'ān QūP) è un distretto della Cina, situato nella provincia di Jilin e amministrato dalla prefettura di Liaoyuan.